# Ясси (станція)
Ясси — головна залізнична станція в однойменному румунському місті. Побудована 1870 року станція Ясси є одним з найбільших вокзалів у Румунії за кількістю транзитних пасажирів. 2004 року будівля станції була включена в список історичних пам'яток в Яссах під кодом IS-II-MB-03 891.

## Історія
Залізнична станція Ясси побудована в болотистій місцевості на рівнині річки Бахлуй австрійським архітектором Вахтером. Для виходу з трясовини будівельники звели насип висотою близько двох метрів. Львівсько-Чернівецько-Ясська залізниця офіційно відкрила дільницю Пашкань — Ясси 20 травня 1870 року. 1 червня 1870 року з цього приводу була відкрита і станція у Яссах, яка стала однією з перших пасажирських станцій у Румунії.
Вокзал було побудовано у венеційському готичному стилі. Центральна будівля має довжину 133,8 м. У будівлі вокзалу розташовувалася штаб-квартира Львівсько-Чернівецько-Ясської залізниці (LCJI).
1872 року був відкритий маршрут Роман — Галац — Бузеу — Плоєшти — Бухарест. Оскільки Ясси були спочатку кінцевою залізничною станцією на лінії, 1874 року група румунських інженерів на чолі з Григоре Геліаде заснувала компанію для будівництва залізниці Ясси — Унгени (21,4 км) — перший маршрут, побудований компанією з румунським капіталом. Цей маршрут був відкритий 1 серпня 1874 року. Дільниця Ясси — Унгени для Румунії є ширококолійною (1520 мм) і сполучена із залізницею, яка побудована за часів Російської імперії з Одеси через Роздільну до Унген.

## Сполучення
Відстані до інших міст у Румунії:
- Арад (через Деву) — 790 км
- Арад (через Орадю) — 732 км
- Бакеу — 158 км
- Бая-Маре — 533 км
- Брашов (через Бузеу) — 453 км
- Брашов (через Бакеу, Меркурій-Чук) — 470 км
- Бухарест-Північний (через Васлуй) — 406 км
- Констанца — 430 км
- Крайова (через Бухарест-Північний) — 631 км
- Галац — 255 км
- Орадя — 610 км
- Сучава — 136 км
- Тімішоара-Норд (через Орадю) — 788 км
- Тімішоара-Норд (через Деву) — 847 км

Відстань до станції Київ-Пасажирський (через Сучаву) — 916 км.